# 15671 Suzannedébarbat
15671 Suzannedébarbat è un asteroide della fascia principale. Scoperto nel 1977, presenta un'orbita caratterizzata da un semiasse maggiore pari a 3,9386944 UA e da un'eccentricità di 0,1124812, inclinata di 7,18127° rispetto all'eclittica.